# 岑巩县
岑巩县是中华人民共和国贵州省黔东南苗族侗族自治州下属的一个县。面积1486平方公里，2012年全县总人口22.79万。邮政编码557800，县政府驻思旸镇。

## 主要历史
- 唐武德元年（618年），置羁縻思州。
- 北宋大观元年（1107年），番部长田恭内附，置思州郡，后改为务川城。
- 元代至元十二年（1275年），置沿江（边）史抚司，隶思州宣抚司。
- 明初沿袭元代建制，洪武元年（1368年），分置思州、思南二宣慰司，辖24个长官司（县）。
- 清代仍设思州府。
- 民国元年（1912年），仍称之为思州。
- 1949年11月9日，岑巩县解放，隶属中共铜仁地委。12月25日，改隶属中共镇远地委。
- 2001年2月24日，经贵州省人民政府批准，岑巩县城从思旸镇龙江村搬迁到新兴村。

## 行政区划
岑巩县下辖1个街道办事处、9个镇、1个乡、1个民族乡：
㵲水街道、思旸镇、水尾镇、天马镇、龙田镇、大有镇、注溪镇、凯本镇、客楼镇、平庄镇、天星乡和羊桥土家族乡。

## 交通
- 公路：沪昆高速公路和松从高速公路过境并设立岑巩出入口收费站、G320
- 铁路：县城对面的沪昆铁路设置羊坪站